# Michael Azerrad

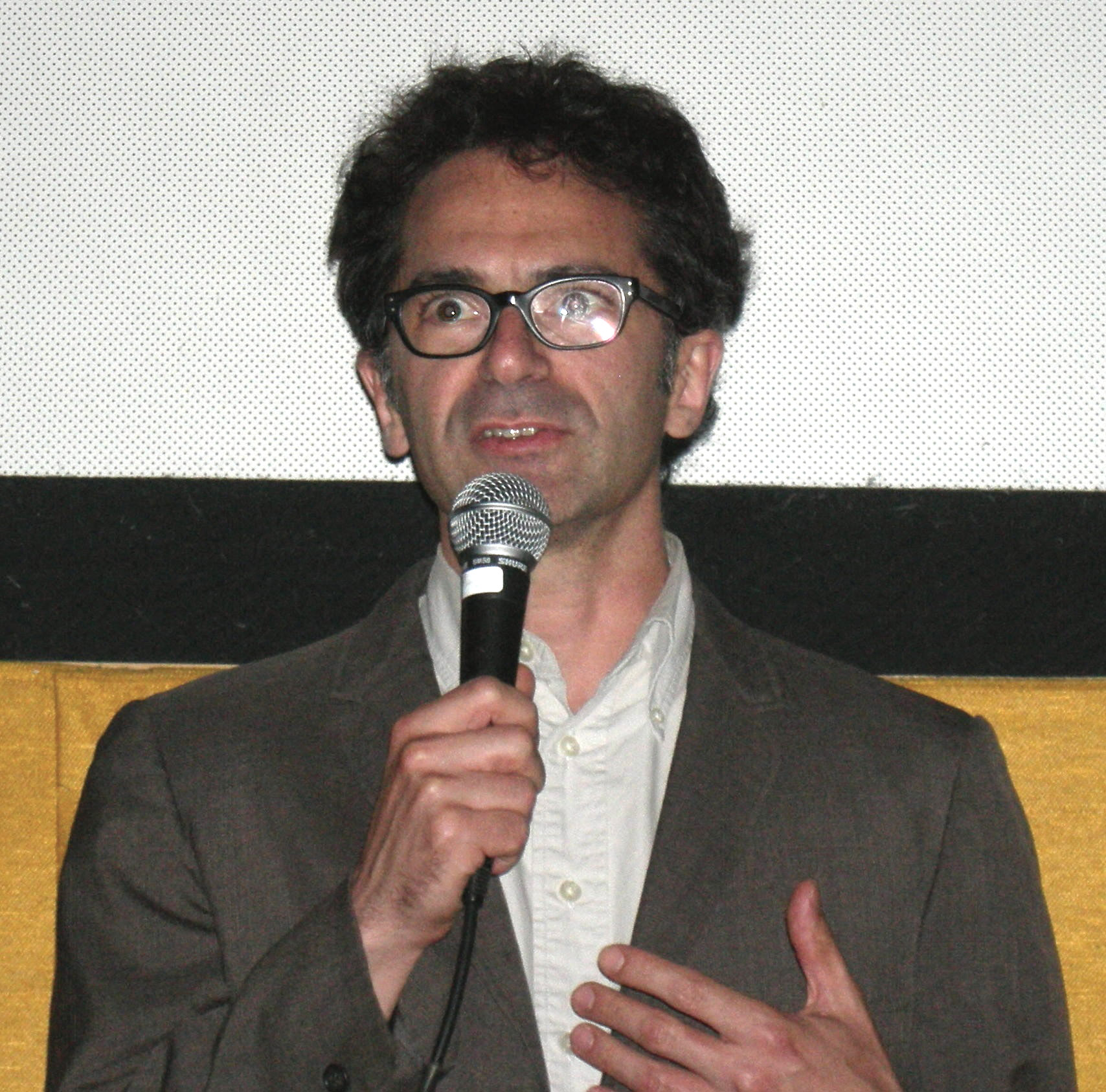
Michael Azerrad (2007).

Michael Azerrad is een Amerikaanse schrijver en popjournalist. Hij schreef onder andere de biografie Come as You Are over het leven van Kurt Cobain en het boek Our Band Could Be Your Life over een groep bands uit de jaren tachtig, waaronder Minor Threat en Fugazi.
Michael Azerrad was ook zelf muzikant.
- Biblioteca Nacional de España: XX4936418
- Bibliothèque nationale de France: cb124490573 (data)
- International Standard Name Identifier: 0000 0001 1556 3920
- Library of Congress Control Number: n93037819
- MusicBrainz: 532857f4-2f6c-4e89-a280-1cdb68c3e6ec
- Nationale Bibliotheek van Tsjechië: xx0022463
- Nederlandse Thesaurus van Auteursnamen: 12525069X
- Système universitaire de documentation: 033643679
- Virtual International Authority File: 19773239
- WorldCat: E39PBJm9bpCHRwHPtcyjxvdfbd